# Albany (Louisiana)
Albany is een plaats (village) in de Amerikaanse staat Louisiana, en valt bestuurlijk gezien onder Livingston Parish.

## Demografie
Bij de volkstelling in 2000 werd het aantal inwoners vastgesteld op 865.
In 2006 is het aantal inwoners door het United States Census Bureau geschat op 1132, een stijging van 267 (30,9%).

## Geografie
Volgens het United States Census Bureau beslaat de plaats een oppervlakte van
2,9 km², geheel bestaande uit land. Albany ligt op ongeveer 23 m boven zeeniveau.

## Plaatsen in de nabije omgeving
De onderstaande figuur toont nabijgelegen plaatsen in een straal van 16 km rond Albany.